# Steven De Jongh
Steven De Jongh (ur. 25 listopada 1973 w Alkmaarze) – belgijski kolarz szosowy, dwukrotny zwycięzca wyścigu jednoetapowego Kuurne-Bruksela-Kuurne, w zawodowym peletonie od 1995 roku.

## Najważniejsze zwycięstwa
- 1995 – etap w Tour de Pologne
- 1998 – Postgirot Open
- 2000 – Veenendaal-Veenendaal
- 2001 – Veenendaal-Veenendaal
- 2002 – Schaal Sels
- 2003 – E3 Prijs Vlaanderen, Schaal Sels
- 2004 – Kuurne-Bruksela-Kuurne
- 2005 – Nokere-Koerse
- 2006 – Delta Profronde
- 2008 – Kuurne-Bruksela-Kuurne